# 樽見金典
樽見 金典（たるみ かねのり、1968年7月20日 - ）は、福岡県出身の元プロ野球選手（投手）。
読売ジャイアンツのスコアラー。

## 来歴・人物
柳川高時代は甲子園出場経験はなかった。同期の投手に西村英嗣がいる。
1986年のプロ野球ドラフト会議で読売ジャイアンツから4位指名を受け入団。（ドラフトでは2球団競合で、外した阪急は藤井康雄を指名）

入団時、背番号は槙原寛己の54を受け継ぐ。1988年は1A・マイアミ・マーリンズに野球留学した。
1989年、一軍出場がないまま現役を引退。打撃投手に転身し、1年務めた。
その後は、読売ジャイアンツのスコアラーを務め、2022年時点ではチーム戦略室主任。

## 詳細情報

### 年度別投手成績
- 一軍公式戦出場なし

### 背番号
- 54 （1987年 - 1988年）
- 91 （1989年）
- 121 （1990年）